# En tus manos (película)
En tus manos (Forbrydelser) es una película de Dinamarca  dirigida por Annette K. Olesen en 2004, y protagonizada por Trine Dyrholm, Ann Eleonora Jorgensen, Sonja Richter, Nicolaj Kopernicus

## Sinopsis
Anna, una pastora protestante casada con Frank con el que lleva años intentando quedarse embarazada, recibe una oferta de trabajo como consejera espiritual en una cárcel de mujeres. Anna acepta el cargo y allí conoce a una mujer con poderes especiales que mató a su propio hijo. El seguimiento que Anna hace de esa mujer se transforma en empatía cuando la pastora descubre que está embarazada y que su hijo tiene muchas posibilidades de nacer con discapacidades físicas y psíquicas. La teóloga debe decidir si prefiere abortar o en cambio si confía en las creencias de su Dios y acepta tener al bebé.

## Comentario
Producción danesa a cargo de la directora y guionista Annette K. Olesen (Pequeños contratiempos). Annette se graduó en la Escuela Nacional de Cine de Dinamarca, pasando a trabajar en publicidad y después, en mayor medida, en cine. Su primera película "10:32 martes, una historia de amor" la consagró en Europa, logrando varios premios internacionales. Es la décima película danesa basada en las normas dogma de Lars Von Trier. En esta producción participa Ann Eleonora Jørgensen (Italiano para principiantes) y la acompañan Trine Dyrholm (Okay), Sonja Richter (Rembrandt) y Nicolaj Kopernikus (Okay). La cinta se alzó con el Premio especial del Jurado del Festival Internacional de Cine Valladolid 2003.